# Bella Fromm
Pour les articles homonymes, voir Fromm.
Bella Fromm, née le 20 décembre 1890 à Nuremberg et morte le 9 février 1972 à New York, est une journaliste et auteure allemande de confession juive, qui a vécu en exil aux États-Unis pendant la Seconde Guerre mondiale. Elle est surtout connue pour son livre Blood and Banquets (1943), un récit revenant sur l'époque où elle couvrait l'actualité diplomatique pour les journaux berlinois pendant la république de Weimar, et de ses expériences au cours des cinq premières années du Troisième Reich. Bien que l'ouvrage a été publié comme s'il reposait sur un journal intime rédigé au moment des faits relatés, des recherches ultérieures suggèrent que Bella Fromm l'a écrit aux États-Unis après avoir quitté l'Allemagne.

## Biographie

### Origines, vie personnelle et entrée sur le marché du travail
Fille de Siegfried et Greta Fromm, elle est issue d'une famille de marchands de vin prospères. Née à Nuremberg, elle grandit à Kitzingen. D'ascendance juive, ses ancêtres ont quitté l'Espagne 500 ans plus tôt pour l'Allemagne. Selon elle, sa famille entretenait de bonnes relations avec la maison royale de Bavière et d'autres membres de la haute société bavaroise. Son père meurt alors qu'elle n'est qu'une enfant et sa mère disparaît en 1918. En 1911, elle épouse un homme d'affaires juif, Max Israel, avec qui elle a eu une fille, Grete-Ellen (connue sous le nom de « Gonny » dans les ouvrages de sa mère). Après son divorce, elle se remarie avec Julius Steuermann. Le couple se sépare également et son troisième mariage a lieu avec Peter F. Welles, un médecin.
Pendant la Première Guerre mondiale, Bella Fromm travaille pour la Croix-Rouge allemande et elle est décorée par le roi Louis III de Bavière. Après le décès de sa mère, elle hérite de la fortune familiale. L'hyperinflation de 1923, cependant, anéantit son patrimoine et elle est forcée de chercher du travail. Grâce à des contacts familiaux, elle est employée par le groupe de presse Ullstein, une grande maison d'édition appartenant à des Juifs, et travaille pour les journaux de l'entreprise, notamment le Berliner Zeitung (« BZ ») et le Vossische Zeitung, un important journal libéral berlinois. Initialement confinée aux domaines traditionnels des femmes journalistes comme la mode et les ragots, Bella Fromm se révèle talentueuse et ambitieuse et commence rapidement à écrire sur la politique et les relations internationales.

### Journaliste diplomatique
En tant que correspondante diplomatique et chroniqueuse mondaine des journaux Ullstein, Bella Fromm devient une figure bien connue de la haute société berlinoise, fréquentant Frederick Birchall (correspondant et rédacteur en chef du New York Times), Aristide Briand (chef du gouvernement français), Vittorio Cerruti (ambassadeur d'Italie), William Dodd (en) (ambassadeur des États-Unis), André François-Poncet (ambassadeur de France), Ernst Hanfstaengl (chef du département de la presse étrangère d'Adolf Hitler), Louis P. Lochner (en) (correspondant américain), Otto Meissner (chef de la chancellerie présidentielle), Konstantin von Neurath (ministre des Affaires étrangères), Sir Eric Phipps (ambassadeur du Royaume-Uni (en)), Leni Riefenstahl (réalisatrice), Hjalmar Schacht (ministre de l'Économie) et Kurt von Schleicher (le dernier chancelier avant Hitler). Elle rencontre Hitler, Hermann Göring, Rudolf Hess et Joseph Goebbels à plusieurs reprises lors d'événements diplomatiques, mais n'est amie avec aucun d'entre eux.
Le soir du 7 février 1933, elle est présente lors de la première rencontre entre le nouveau chancelier Adolf Hitler avec les diplomates étrangers en poste à Berlin. Elle se souvient qu'il « avait clairement le trac ». 
Bella Fromm se présente a posteriori comme une figure de proue du monde politique berlinois ; elle est en bons termes avec des ministres, des rédacteurs en chef et des diplomates, et détient des informations confidentielles sur nombre d'entre eux. Elle fait grand cas de son amitié étroite avec Kurt von Schleicher et sa femme et raconte ses tentatives pour avertir celui-ci que le président Paul von Hindenburg était sur le point de le révoquer comme chancelier pour le remplacer par Hitler. Cependant, il convient de noter que deux des livres les plus importants sur la vie politique et médiatique du Berlin de cette époque, Berlin Diary de William L. Shirer et Zwölf Jahre mit Hitler d'Otto Dietrich, ne mentionnent pas Bella Fromm.
En raison de ses opinions libérales, de son franc-parler et de ses origines juives, la position de Bella Fromm devient de plus en plus précaire après l'arrivée des nazis au pouvoir en 1933. Elle est toutefois protégée dans une certaine mesure par son amitié avec les principaux diplomates étrangers et des ministres conservateurs du gouvernement d'Hitler comme Hjalmar Schacht et Konstantin von Neurath. En 1934, elle envoie sa fille aux États-Unis. L'année suivante, elle ne peut plus écrire sous son propre nom, mais ses articles continuent à paraître de façon anonyme. Elle est toujours invitée à des événements diplomatiques et mondains.
Privée de l'essentiel de ses revenus, Bella Fromm retourne dans l'entreprise familiale en tant que caviste, exploitant ses contacts avec les ambassades étrangères et de riches Berlinois. Selon son récit, elle utilise également ses relations pour obtenir des visas pour de nombreux Juifs allemands désirant émigrer. Pour cette raison, écrit-elle, elle refuse d'écouter le conseil de ses amis de quitter l'Allemagne avant qu'il ne soit trop tard. En 1938, cependant, les Juifs sont exclus du commerce du vin. Sans profession et face aux persécutions antisémites croissantes, elle s'exile aux États-Unis en septembre 1938.
À New York, Bella Fromm travaille comme dactylo et secrétaire et rencontre son troisième mari. À la suite de l'entrée des États-Unis dans la Seconde Guerre mondiale en décembre 1941, elle décide d'écrire un livre sur ses souvenirs de la république de Weimar et des débuts du Troisième Reich. Le livre s'adresse à un lectorat américain en temps de guerre et son ton est résolument antinazi et pro-américain.

### Analyse historique
Dans Blood and Banquets, Bella Fromm affirme : « En préparant ce livre, j'ai sélectionné des extraits originaux de mon journal intime… Les morceaux de mon journal qui sont contenus dans ce livre sont tels qu'ils ont été écrits à l'origine… ».
Cela a cependant été contesté par l'historien américain Henry Ashby Turner (en), qui a examiné les archives privées de Bella Fromm à la bibliothèque de l'université de Boston. Dans un article publié en 2000, Henry Turner soutient qu'elle a écrit le livre à New York, en se basant sur sa vaste collection de coupures de journaux, sur des sources secondaires et sur sa propre mémoire. Henry Turner note que les papiers de Bella Fromm ne contiennent aucun manuscrit original d'un journal intime, seulement une série de manuscrits dactylographiés produits sur une machine à écrire américaine et sur un papier à lettres américain. Turner note également des changements importants entre les ébauches successives, contredisant l'affirmation de Bella Fromm selon laquelle les entrées du livre publié « sont exactement comme elles ont été écrites à l'origine ».
Henry Turner souligne également des erreurs factuelles dans Blood and Banquets, qui, estime-t-il, sont dues à l'utilisation par Bella Fromm de sources secondaires, et qui auraient été évitées si le livre s'était reposé sur un authentique journal intime. Il cite comme exemple une entrée du 29 janvier 1932, dans laquelle Bella Fromm se réfère à un discours prononcé par Hitler le 27 janvier. En fait, dit Henry Turner, Hitler a prononcé son discours le 26 janvier, ce que Bella Fromm aurait su si elle avait basé son livre sur un véritable journal intime. L'erreur, dit Henry Turner, se trouve également dans le livre de Fritz Thyssen, I Paid Hitler, publié aux États-Unis en 1941. Il conclut que Bella Fromm a écrit cela en se fondant sur le livre de Fritz Thyssen plutôt que sur un vrai journal intime. Dans d'autres entrées, dit-il, Bella Fromm donne des dates erronées pour certains discours de Goebbels (dont un auquel elle prétend avoir assisté) ; elle se serait donc appuyée sur des coupures de journaux plutôt que sur ses propres connaissances.
Henry Turner est également sceptique quant aux affirmations de Bella Fromm selon lesquelles elle aurait été une amie proche de Kurt von Schleicher et le destinataire de ses confidences. Il conclut : « Pour résumer, Blood and Banquets, un mémoire sur les événements en Allemagne qui a été composé des années plus tard en Amérique d'une manière manifestement inventive… devrait être considéré par les historiens avec scepticisme. »
Malgré ces doutes quant à son authenticité, le livre de Bella Fromm, avec ses nombreuses descriptions colorées de la vie sociale à Berlin dans les années 1920 et 1930 et ses opinions fortement antinazies, continue d'être largement cité par les historiens et journalistes travaillant sur les périodes de la république de Weimar et du Troisième Reich. Parmi les ouvrages récents citant Blood and Banquets figurent les biographies de Joseph Goebbels (par Toby Thacker), Rudolf Hess (par Peter Padfield), Leni Riefenstahl (par Steven Bach (en)), Magda Goebbels (par Anja Klabunde), Eva Braun (par Angela Lambert (en)), William E. Dodd (par Erik Larson) et Stephanie von Hohenlohe (par Martha Schad). Parmi les autres livres qui utilisent Bella Fromm comme source, on peut citer Royals and the Reich de « Jonathan Petropoulos », La vie mondaine sous le nazisme de Fabrice d'Almeida et Hitler's Women de Guido Knopp.

### Fin de vie
En 1946, Bella Fromm revient plusieurs fois en Allemagne mais n'y réside plus de façon permanente. En 1961, elle publie un roman basé sur son expérience de l'exil, Die Engel weinen (Les anges pleurent), qui est mal accueilli. En 1958, elle est faite officier de l'ordre du Mérite de la République fédérale d'Allemagne (Verdienstkreuz Erster). Elle meurt à New York en 1972. En 1993, Blood and Banquets est traduit en allemand et publié sous le titre Als Hitler mir die Hand küsste (« Quand Hitler m'a embrassé la main »).

## Documentaire
- Pierre-Olivier François (réalisateur) et Jean-Marc Dreyfus (historien), Secrets d'ambassades, Berlin 1933-1939, France 5, 19 septembre 2021.